# Piràmide inacabada d'Abu Rawash
La piràmide inacabada de Djedefre, piràmide d'Abu Rawash o piràmide de Djedefre, fou bastida a Abu Rawash, en una zona alta de 150 metres a la plana de Gaza. És la piràmide més septentrional d'Egipte, entre les grans. Es va suposar que no es va acabar perquè només en resta una part petita, però els arqueòlegs moderns consideren probable que fos totalment acabada i que després quedés desmuntada com avui està perquè va servir de pedrera durant segles.
Va informar de la piràmide Howard Vyse al segle xix i la van explorar Petrie i Lepsius. La piràmide escalonada al costat porta el nom de piràmide de Lepsius. L'excavació, la va fer l'institut francès d'arqueologia oriental al Caire, sota la direcció de Chassinat fins al 1902. Va descobrir algunes estatuetes amb el nom de Djedefre (en realitat, la lectura feta fou Didufri), cosa que va fer suposar que la tomba li pertanyia. El 1912 i 1913, Pierre Lacau va continuar l'excavació.
Es van trobar algunes restes de faraons de la primera dinastia (Aha i Den) prop de la piràmide. També es van excavar, més tard, les tombes de la necròpolis tinita del sud-est, i el 1922-1924 les del nord. Fernand Bisson de la Roque va excavar mastabes de les dinasties V i VI i, el 1958, Adolf Klasens va excavar tombes de la primera a la cinquena dinastia, i algunes de l'Imperi mitjà. Des del 2001, la zona torna a ser excavada per Michel Baud, que hi ha trobat la necròpolis reial de Djedefre amb un dels seus fills, Hornit, que fou visir.

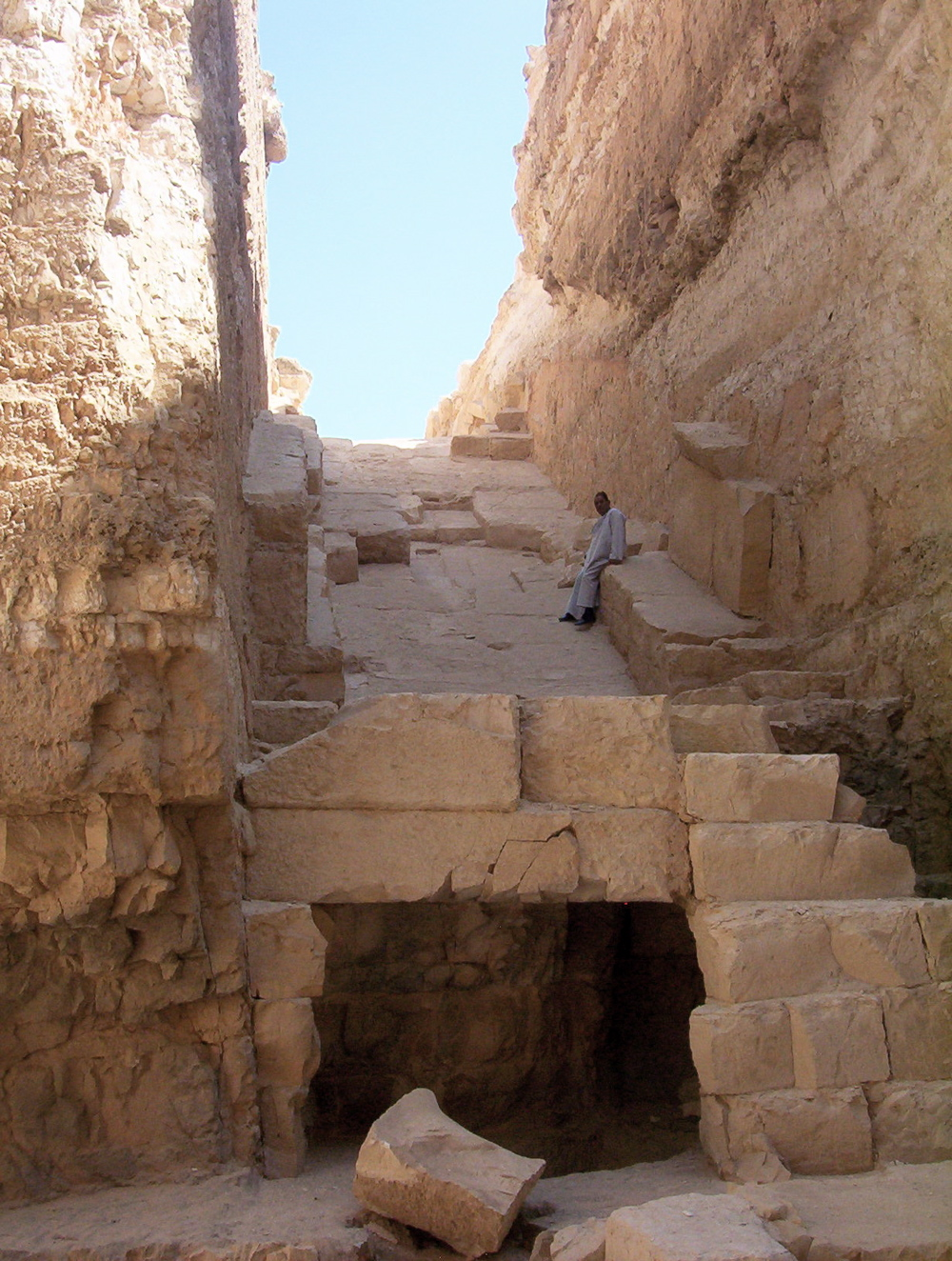
Vista de la disposició subterrània de la piràmide

També es van explorar els llocs cap al nord, al Wadi Qarun, entre aquests el monestir copte d'Al-Deir Al-Nahya per Charles Palanque, que va utilitzar pedra de la piràmide de Djedefre, i una necròpoli de les dinasties III i IV excavada el 1913, incloent-hi una part per a l'enterrament de cocodrils sagrats; la darrera troballa fou una necròpoli de la primera o segona dinastia.
El complex es va deteriorar durant el període romà, quan es va utilitzar com a pedrera, i això va seguir fins avançat el segle passat. Els romans van tenir al lloc una guarnició militar.
L'accés era llarg, potser d'uns 1.700 metres des de la vall. El complex estava rodejat de paret d'entre 1,5 i 2 metres. A la part nord, hi devia haver el temple mortuori, però no se n'ha trobat cap rastre i, de fet, en aquella època ja no es feia el temple a la part nord sinó a l'est. Però, aquestes reversions s'observen també en algun altre element com el corredor i la cambra d'enterrament, que semblen similars a la piràmide esglaonada de Djoser. La piràmide tenia unes columnes al nord-est amb inscripcions amb el cartutx de Djedefre; en aquesta zona, s'han trobat estàtues de tres fills del faraó i de dues filles, i possiblement una esfinx de pedra fina.
La piràmide tenia un angle d'entre 48 i 52 graus i, per tant, cal descartar que fos una piràmide esglaonada. L'alçada seria d'uns 55 o 65 metres i la base de 106 metres. Potser contenia una barca reial per una estructura que encara resta a l'est. En total, s'hi han trobat fragments de 120 estàtues, moltes de Djedefre, que sembla que foren destruïdes voluntàriament, però probablement pels coptes, que van bastir un monestir no gaire lluny, a Wadi Karin; tres busts es van trobar gairebé sencers. A la piràmide no hi fou enterrat ningú. A la vora, existeixen les restes dels tallers i cases dels constructors de la piràmide. La piràmide té una de subsidiària que sembla que era per a la reina.